# Italia's Next Top Model (mùa 4)
Italia's Next Top Model, Mùa 4 là mùa thứ tư của Italia's Next Top Model được phát sóng trên SKY Uno từ tháng 1 đến tháng 6 năm 2011.
Điểm đến quốc tế của mùa này là Almeria cho top 7.
Người chiến thắng trong cuộc thi mùa này là Alice Taticchi, 20 tuổi từ Perugia. Cô giành được: 1 hợp đồng người mẫu với Fashion Model Management trong 1 năm và chiến dịch quảng cáo cho Lancôme trị giá €150,000.

## Các thí sinh
Tính tuổi lúc tham gia ghi hình
| Thí sinh             | Tuổi | Chiều cao               | Quê quán             | Bị loại ở | Hạng               |
| -------------------- | ---- | ----------------------- | -------------------- | --------- | ------------------ |
| Elizabeth Reale      | 20   | 1,72 m (5 ft 7+1⁄2 in)  | Bari                 | Tập 1     | 15 (dừng cuộc thi) |
| Lorenza Celentano    | 18   | 1,76 m (5 ft 9+1⁄2 in)  | Naples               | Tập 2     | 14                 |
| Giulia Danieli       | 18   | 1,72 m (5 ft 7+1⁄2 in)  | Cisterna di Latina   | Tập 3     | 13                 |
| Beatrice Pancaldi    | 21   | 1,76 m (5 ft 9+1⁄2 in)  | Bologna              | Tập 4     | 12                 |
| Rossella Gambi       | 20   | 1,76 m (5 ft 9+1⁄2 in)  | Milan                | Tập 5     | 11                 |
| Veronica Fracastoro  | 19   | 1,81 m (5 ft 11+1⁄2 in) | Verona               | Tập 6     | 10                 |
| Adriana Mazzarini    | 24   | 1,78 m (5 ft 10 in)     | Rome                 | Tập 7     | 9                  |
| Valeria Colosio      | 25   | 1,75 m (5 ft 9 in)      | Botticino            | Tập 8     | 8                  |
| Benedetta Piscitelli | 18   | 1,76 m (5 ft 9+1⁄2 in)  | Curti                | Tập 9     | 7                  |
| Rossella Bersani     | 18   | 1,76 m (5 ft 9+1⁄2 in)  | San Mauro Pascoli    | Tập 10    | 6                  |
| Bruna Ndiaye         | 20   | 1,75 m (5 ft 9 in)      | Palazzolo sull'Oglio | Tập 11    | 5                  |
| Ilaria Tiburzi       | 22   | 1,74 m (5 ft 8+1⁄2 in)  | Foligno              | Tập 12    | 4                  |
| Francesca Regorda    | 20   | 1,73 m (5 ft 8 in)      | Lodi                 | Tập 13    | 3                  |
| Ginevra Ficari       | 18   | 1,79 m (5 ft 10+1⁄2 in) | Florence             | Tập 13    | 2                  |
| Alice Taticchi       | 20   | 1,84 m (6 ft 1⁄2 in)    | Perugia              | Tập 13    | 1                  |

## Thứ tự gọi tên
| Thứ tự | Tập         | Tập         | Tập                    | Tập         | Tập              | Tập         | Tập         | Tập         | Tập         | Tập         | Tập       | Tập       | Tập       | Tập     |
| Thứ tự | 1           | 2           | 3                      | 4           | 5                | 6           | 7           | 8           | 9           | 10          | 11        | 12        | 13        | 13      |
| ------ | ----------- | ----------- | ---------------------- | ----------- | ---------------- | ----------- | ----------- | ----------- | ----------- | ----------- | --------- | --------- | --------- | ------- |
| 1      | Valeria     | Benedetta   | Ginevra Adriana Ilaria | Rossella B. | Francesca Ilaria | Alice       | Bruna       | Ilaria      | Alice       | Ilaria      | Francesca | Francesca | Alice     | Alice   |
| 2      | Ilaria      | Rossella B. | Ginevra Adriana Ilaria | Benedetta   | Francesca Ilaria | Rossella B. | Ilaria      | Rossella B. | Ilaria      | Bruna       | Ilaria    | Alice     | Ginevra   | Ginevra |
| 3      | Bruna       | Alice       | Ginevra Adriana Ilaria | Rossella G. | Alice            | Adriana     | Ginevra     | Ginevra     | Francesca   | Alice       | Ginevra   | Ginevra   | Francesca |         |
| 4      | Rossella G. | Ginevra     | Beatrice               | Alice       | Veronica         | Ilaria      | Benedetta   | Alice       | Bruna       | Ginevra     | Alice     | Ilaria    |           |         |
| 5      | Lorenza     | Giulia      | Francesca              | Adriana     | Rossella B.      | Francesca   | Alice       | Francesca   | Rossella B. | Francesca   | Bruna     |           |           |         |
| 6      | Veronica    | Ilaria      | Rossella B.            | Veronica    | Bruna            | Ginevra     | Rossella B. | Bruna       | Ginevra     | Rossella B. |           |           |           |         |
| 7      | Elizabeth   | Beatrice    | Valeria                | Francesca   | Ginevra          | Benedetta   | Francesca   | Benedetta   | Benedetta   |             |           |           |           |         |
| 8      | Giulia      | Rossella G. | Veronica               | Ilaria      | Adriana          | Valeria     | Valeria     | Valeria     |             |             |           |           |           |         |
| 9      | Ginevra     | Francesca   | Bruna                  | Ginevra     | Valeria          | Bruna       | Adriana     |             |             |             |           |           |           |         |
| 10     | Benedetta   | Valeria     | Alice                  | Bruna       | Benedetta        | Veronica    |             |             |             |             |           |           |           |         |
| 11     | Francesca   | Veronica    | Rossella G.            | Valeria     | Rossella G.      |             |             |             |             |             |           |           |           |         |
| 12     | Beatrice    | Bruna       | Benedetta              | Beatrice    |                  |             |             |             |             |             |           |           |           |         |
| 13     | Adriana     | Adriana     | Giulia                 |             |                  |             |             |             |             |             |           |           |           |         |
| 14     | Alice       | Lorenza     |                        |             |                  |             |             |             |             |             |           |           |           |         |

     Thí sinh bị loại
     Thí sinh dừng cuộc thi
     Thí sinh chiến thắng cuộc thi
- Vào ngày 7 tháng 1 năm 2011, chương trình phát sóng tập đầu tiên và sau khi kết thúc, chương trình mới phát sóng tập tiếp theo vào ngày 30 tháng 3 năm 2011.
- Trong tập 1, sau khi 14 thí sinh được chọn thì Elizabeth dừng cuộc thi vì lí do cá nhân. Chính vì thế, thí sinh bán kết bị loại, Rosselli B., được chọn để thay thế cô.

### Các thử thách
Trình diễn thời trang
- Tập 3: Trong trang phục của Istituto Marangoni
- Tập 5: Trong trang phục của Antonio Marras
- Tập 8: Trong trang phục của Antonio Riva
- Tập 13: Trong trang phục của Maison Gianfranco Ferré

Buổi chụp hình & Quảng cáo
- Tập 2: Hóa thân thành nhân vật nổi tiếng hay phong cách thời trang
- Tập 4: Sau buổi chạy bộ với nước tăng lực
- Tập 6: Tạo dáng trong áo tắm và áo khoác lông trên Mont Blanc
- Tập 7: Ảnh trắng đen la hét
- Tập 9: Nữ cao bồi ở Almería
- Tập 10: Quảng cáo cho điện thoại NGM
- Tập 11: Cưỡi ngựa trên đường phố
- Tập 12: Ảnh chân dung vẻ đẹp với sơn
- Tập 13: Chờ đợi trong đêm dạ hội thập niên 1930 cho Vanity Fair

### Diện mạo mới
| Thí sinh    | Lần 1                              | Lần 2                                           |
| ----------- | ---------------------------------- | ----------------------------------------------- |
| Adriana     | Nhuộm màu sáng hơn                 |                                                 |
| Alice       | Nhuộm màu nâu sôcôla và cắt đều    | Nhuộm màu sáng hơn                              |
| Beatrice    | Nhuộm màu vàng mật ong và cắt đều  |                                                 |
| Benedetta   | Nhuộm màu sáng hơn và vẫy sóng hơn |                                                 |
| Bruna       | Tóc đen thẳng và thêm mái ngố      | Cắt ngắn 1 khúc và thêm highlight nâu           |
| Francesca   | Nhuộm vàng hơn                     | Cắt ngắn 1 khúc, cắt tầng và nhuộm vàng hơn nữa |
| Ginevra     | Cắt đều và nhuộm đen               | Nhuộm nâu                                       |
| Giulia      | Tóc bob vàng hơn                   |                                                 |
| Ilaria      | Tóc bob ngắn hơn và nhuộm đen      | Tóc bob ngắn hơn nữa                            |
| Rossella B. | Nhuộm màu nâu đỏ hơn và xoăn xù    | Tóc bob nâu                                     |
| Rossella G. | Tóc tém màu vàng bạch kim          |                                                 |
| Valeria     | Nhuộm màu sáng hơn                 |                                                 |
| Veronica    | Nhuộm đỏ                           |                                                 |